# Tygelsjö-Västra Klagstorps församling
Tygelsjö-Västra Klagstorps församling var en församling i Malmö Södra kontrakt i Lunds stift. Församlingen låg i Malmö kommun i Skåne län och utgjorde ett eget pastorat. Församlingen upplöses 2014 där huvuddelen uppgick i Limhamns församling och en mindre del i Fosie församling.

## Administrativ historik
Församlingen bildades 2006 genom sammanläggning av Tygelsjö församling och Västra Klagstorps församling och församlingen utgjorde därefter till 2014 ett eget pastorat med namnet Tygelsjö pastorat. Församlingen upplöses 2014 där huvuddelen uppgick i Limhamns församling och en mindre del i Fosie församling.

## Kyrkor
- Tygelsjö kyrka
- Västra Klagstorps kyrka